# Rengsjö
Rengsjö ist eine Ortschaft (tätort) in der schwedischen Provinz Gävleborgs län und der historischen Provinz Hälsingland und liegt etwa 25 km von der Jungfrauenküste des Bottnischen Meerbusens entfernt zwischen Söderhamn und Bollnäs.
Der Ortskern mit dörflicher Infrastruktur wird westlich vom Kirchberg überragt und östlich vom Östersjön, einem etwa 3 km langen See, begrenzt. Wanderwege umgeben die vorwiegend aus roten Holzhäusern bestehende Ortschaft, während im Winter eine beleuchtete Loipe Wintersport ermöglicht.

## Geographie und Klima

Rengsjö in Hälsingland

Nördlich des 61. Breitengrads gelegen, befindet sich die Ortschaft in der borealen Nadelwaldzone mit sommerwarmem Kontinentalklima. Das Landschaftsbild ist von dichten Nadelwäldern mit Birkensäumen geprägt.
Die eiszeitlich überprägte flachhügelige Landschaft liegt hier um 100 m über Meereshöhe.
48 Seen bereichern die Gemarkung der Ortschaft.
- Niederschlag im Jahresmittel: 500 mm
- Temperaturmittelwerte Januar: −4 °C bis −11 °C
- Temperaturmittelwerte Juli: 13 °C bis 15 °C[2]

## Sehenswertes

### Museumsdorf
Schon Carl von Linné hat auf seiner Lappländischen Reise 1732 von Hälsingland geschwärmt, dass hier eine „schönere und reinere Bebauung als an anderer Stelle“ zu finden sei.
So findet sich am westlichen Ortseingang von Rengsjö, Västerby, ein überregional bekanntes Museumsdorf Hembygdsby, welches mit über 30 Gebäuden eine einzigartige Vielzahl an Originalgebäuden zeigt und mit 6820 Gebrauchsgegenständen aus fünf Jahrhunderten eine der umfangreichsten Sammlungen der bäuerlichen Kultur Schwedens beherbergt.
Es locken ganzjährig kulturelle Veranstaltungen, insbesondere schwedische Folklore-Darbietungen mit Tracht und typischer Musik, wie etwa dem Hälsinge Hambo.

### Leinenweberei
In der Gemarkung der Ortschaft Rengsjö liegt bloß 6 km westlich im Trolldalen (das Trolltal) die eindrucksvolle Anlage einer traditionell wassergetriebenen Flachsmühle mit zahlreichen Gebäuden im Originalzustand. Växbo kvarn, die Mühle von Växbo.
Dieses einzigartige Relikt aus den Anfangszeiten der Industrialisierung in der dünnbesiedelten Region Nordschwedens lädt jung und alt zum Mitmachen ein. Ein interessanter Rundgang durch verschiedene Hütten in märchenhafter Umgebung hinterlässt bleibende Eindrücke; die Mühle aus dem frühen 18. Jahrhundert zählt zu den beliebtesten Ausflugszielen in Hälsingland.
Jeder Provinz Schwedens ist eine Pflanze zugeordnet. Der Flachs ist die Landschaftspflanze Hälsinglands. Die Pflanze, die den einstigen Reichtum der agrarisch geprägten Provinz Hälsingland erst ermöglichte.

### Bullerberget
Am südlichen Ortsrand beginnt der Aufstieg auf den Bullerberg, auf dessen Gipfel ein ganzjährig zugänglicher Aussichtsturm zu einem grandiosen Naturerlebnis einlädt. Die Sicht über weite Wälder und unberührte Landschaften, vom flachwelligen Küstenstrich hin zu den mächtigen Massiven im Westen ist ein lohnender Ausflug.

## Kirchengeschichte
Der hälsingischen Sage Glysisvallur nach soll die ursprüngliche Kirche dieses Ortes in der ersten Hälfte des 13. Jahrhunderts vom Schmied Brodde von Broddböle auf dem Ringsbacka – dem heutigen Friedhof gegenüber dem heutigen Baues – erbaut worden sein.
Der Name dieses Platzes weist auf den Grabhügel (Rings hög) des Wikingerfürsten Ring, der hier seine letzte Ruhestätte haben soll. Gleichzeitig gilt dieser Grabhügel als Namensgeber für den Ort Rengsjö. Man leitet den Namen von Rings hög ab.
Die Sankt-Johanniskirche, benannt nach ihrem Schutzpatron Johannes dem Täufer, fiel 1626 einem Brand zum Opfer und erst nach 24 Jahren begann der langwährende Neubau. Außer den Gemäuerresten der alten Kirche wurde dazu auch eine Glocke aus dem Jahre 1630 verwendet. Gemeinsam mit einer 1848 angefertigten Glocke ertönt ihr Klang noch heute in den hier typischen langsamen Schlägen.
Der jetzige beträchtliche Kirchenbau mit seinen hohen Fenstern unter der leichtgewölbten Decke im Gustavianischen Stil stammt aus dem Jahre 1795. In dem mittig erbauten Kirchturm des 43 × 15 m großen Gebäudes befindet sich die Sakristei der protestantischen Kirche, die heute der Versammlung Bollnäs-Rengsjö angehört.

## Gesellschaft
Das Leben im ländlichen Raum zwischen den Kleinstädten Söderhamn und Bollnäs ist durch rege Vereinstätigkeiten gekennzeichnet. Die Funktion einer Gemeindehalle mit allwöchentlichen geselligen Angeboten erfüllt hier das zentral gelegene Vereinslokal des örtlichen Sportvereins.